# ヘンドリー (NCT)
ヘンドリー（韓：헨드리、1999年9月28日 - ）はマカオ出身の歌手。男性アイドルグループNCTのメンバー。本名は黄 冠亨（ウォン・クンヒャン、ファン・グァンハァン、ヘンドリー・ウォン、韓：황관헝、繁：黃 冠亨、英：Hendery Wong）。SMエンタテインメント所属。
2019年1月、中国ユニットWayVでデビュー。第一言語は広東語。第二言語は中国語（標準語）、その他に英語、韓国語を話す。

## 来歴

### 生い立ち・教育
1999年9月28日、マカオで生まれる。活動名のヘンドリーは本名（英語名）である。パスポートや身分証明書の名前表記も「Hendery Wong」となっている。
4人姉弟の末っ子で、姉が3人いる。姉が多いために親が学校行事に来られず、親の代わりに運転手が来てくれていた。また、遊び道具も姉のお下がりで、幼少期はバービー人形で遊んでいた。一家の末っ子として生活する中で、人の顔色を見て要求を汲み取るのが上手くなったという。
小学生の時は広東省内陸の全寮制学校に、中学からは北京の全寮制学校に通っており、演技の勉強をしていた。演技に興味があったためその学科を志望していたが、人を楽しませる職に就けたらと考えていた。小学生の時、運動神経が優れているとして、学校から表彰されたことがある。

### SMルーキーズとして
ショッピング中にスカウトを受け、2015年にSMエンタテインメントへ入社。
2018年7月17日、SMルーキーズとして公開された。
9月13日、紹介映像の「Re-born」が公開された。
12月31日、中国ユニットWayVのデビューメンバーとして公開された。

### WayVデビュー

#### 2019年
1月17日、所属ユニットWayVがファーストデジタルアルバム『The Vision』で中国でデビュー。
4月19日、ルーカスとヤンヤンと踊ったポスト・マローン「Wow」のフリースタイルダンスパフォーマンス動画を公開。

#### 2020年
2月13日、インスタグラムの個人アカウントを開設した。
10月9日、NCT Uとして参加した「Misfit」のトラックビデオが公開された。同曲で披露した巻舌でのラップはヘンドリーが自ら提案し採用されたものである。
10月28日、ウィンウィンの誕生日会にてラプンツェルの仮装を披露した。翌日には同衣装にて、WayVの楽曲「Bad Alive」のダンス動画を公開した。
11月27日、NCT Uとして参加した「Work It」のミュージックビデオが公開された。

#### 2021年
8月25日、WayV内のユニット・ WayV-LUCAS&HENDERY のシングル「Jalapeño」が発売予定だったが、ルーカスの活動休止に伴い全てのコンテンツの公開が中止された。
9月14日、パフォーマンス動画「WuKong」を公開した。同曲は作詞をヘンドリー、作曲をクンが行なっている。
10月、SMエンタテインメント主催のハロウィンパーティで『名探偵コナン』より「犯人」の仮装を披露した。
12月14日発売、NCT2021のアルバム『Universe』の活動曲「Beautiful」では、ラップ部分の作詞に参加した。
12月27日発売、ウィンターアルバム『2021 Winter SMTOWN : SMCU EXPRESS』の収録曲「ZOO」に参加した。

#### 2023年
4月、スキンケアブランド「Oxecure」のブランドアンバサダーに就任した。

#### 2024年
9月11日発売、チョウミのシングル「Utopia」にフィーチャリングで参加した。

#### 2025年
5月10日より、YouTubeチャンネル「IDOLhouse」で冠企画「代わりにして、ドリー！」を公開。

## 人物
血液型はO型。てんびん座。左利き（食事の時のみ左手を使い、他は右手を使う両利き）。
子どもの頃の夢は、大きなメカを作って悪者をやっつけること。座右の銘は「努力创造未来（未来を創るために熱心に働く）」。

### 性格
両親が「あなたの幸せがいちばん。いつでも戻ってこられる家はあるんだから、楽しめる分だけ働いてきなさい」と話したおかげで、ストレスや心配があまりない人間に育ったという。あらゆるコンテンツの中で明るく個性的な言動を披露しており、WayV内でのムードメーカー的役割を担っている。人のパーソナルな部分についてそっと触れたり、相手を真っ直ぐ褒める様子が各コンテンツで見られる。
WayVのアルバム曲において数曲作詞を担当している。作詞は第二言語である中国語（標準語）と英語で行っている。ボキャブラリーが豊富であり、会話の中でもたびたび中国語のことわざを披露する。

### 趣味・嗜好
アイドルとしてのロールモデルはグループメンバーのテン。趣味はゲームとアニメ鑑賞、日々の習慣は部屋の掃除。好きな音は「猫のお腹の音」。
好きな曲はジャスティン・ビーバーの「Love Yourself」。好きなアーティストはマック・ミラー。
好きなスポーツはバスケットボール、ウォーキング。好きな色はピンク。好きな食べ物は豉汁凤爪、タッパル（鶏の足を辛いソースであえたもの）、バナナ牛乳。好きな日本の食べ物はラーメン、おでん。辛い食べ物が苦手。10歳の頃からカエルが嫌い。
体が柔らかいため、右手を後頭部から顎下を経由しながら、右耳を触ることができる。

### 人柄が分かるエピソード

#### 動物好き
大の猫好きであり、テンと「いつか一緒に保護猫を飼おう」と話し合っていた。2019年12月に来日した際には、二人で大阪のペットショップにも訪れている。2020年5月に当時ルームメイトでもあったテンとともにルイ、レオンの2匹の猫を迎えている。二人は猫の名前を考案するため、夜に2時間話し合った。
ビーグル犬のベラのことも可愛がっており、仕事から帰宅して部屋を荒らしていたベラについて「荒れた部屋を見ても怒りの感情なんて一切湧いてこなかった。しかし彼女（ベラ）は反省の意を示そうとして、自らお腹を見せてひっくり返った。それがただ可愛かった。」と話している。

#### WayVメンバー関連
【クン】
- テンとクンがルームメイトだった時に2人が喧嘩し、クンがヘンドリーの部屋にやって来てベッドで共に寝たことがある。クン曰く、「こういうのはヘンドリーが一番大丈夫（おおらか）だから」とのこと[34]。

- クンはヘンドリーについて「僕を最もリーダーとして接してくれるメンバーだ。一番話を聞いてくれて、何か大事なことがあれば真っ先に話しに来てくれる。『君がリーダーだから、まずは君に話す』と言ってくれる。自分がリーダーなのだと実感させてくれる。」と話した[34]。

- ヘンドリーが作詞、クンが作曲を担当し作成した「WuKong」について、クンは「WayVの楽曲ではヘンドリーの魅力的な低音を活かしきれていない。『WuKong』を通して、ヘンドリーが持つカリスマ性を伝えたかった。」と語った。実際に、同曲でヘンドリーは、当時のWayVの楽曲のパートより遥かに低い音域でのラップを披露している。

- ミニアルバム『Phantom』のブックレット内で最も気に入った写真として、クンは2つの形態の両方においてヘンドリーのソロカットを選んだ。それに対してヘンドリーは「だから言っただろう、彼は僕のことが好きなんだ」と喜んだ[35]。
- ヘンドリーの長所について尋ねられた際、クンは「調子が悪いと話したら、次の日絶対に僕のところに来て『今日は大丈夫？』と気に掛けてくれる。彼は心が温かい。」と答えた[36]。

【テン】
- デビュー前からテンの通訳を率先して行っており、中国語（標準語）を英訳したり、テンから分からない中国語の単語を聞かれた際は答える様子が多く見られる。

- コンテンツ『少年威计划』では、ロケ先に中国語の教科書を持っていこうとするテンに「僕が中国語の教科書になるから大丈夫」と言う一幕も。（ただし、母国語が広東語であるヘンドリーにとっても中国語（標準語）は第二言語にあたるため、『少年威计划』内では通訳しきれないというお茶目な場面もあった。）

- テンとのルームメイト時代、アラームが鳴り続けてもテンは起きないため、毎朝ヘンドリーが起こしていた[37]。

- テンがギターを弾き語りできるため、「君がドラムを習えばセッションできる」と言われ、ヘンドリーはドラムを習い始めた。そのためドラムを演奏することができる[38][23]。

- 2019年に大阪を訪れた際、テンとヘンドリーは共に市街観光をした。ゲームセンターを訪れた際、ゲームに熱中するテンに対しヘンドリーが「ゆっくりやりな」「鞄を持つよ」「上手に出来たね」と声を掛け、優しく気遣う様子が多く見られる[39]。

【ウィンウィン】
- 2019年のクリスマス企画では、ヘンドリーがウィンウィンに「あなたは人が良すぎて断り方を知らない。時にはノーと言っていい。ノーと言える勇気も持てるように」と伝え、「be brave」という文字が入ったブレスレットを作成しプレゼントした[40]。

- ファンから「多くの人に『ヘンドリーは王子様みたい』と言われるがどう思う？」と質問された際、ウィンウィンは「そう思う」と回答したが、ヘンドリーは「それは僕に目と鼻と口と耳が付いてるから。思うに、ウィンウィンも王子様みたいだよ。君にも目と鼻と口と耳があるからね。」と返し、二人揃って「みんな王子様」という結論に至った[41]。

【シャオジュン】
- ヘンドリーの配信ライブ中、シャオジュンが「ご飯（出前）が来たよ」と呼びに来た際、ヘンドリーは「シャオジュンは食事する相手をずっと待つところがある。シャオジュンが僕を待つだろうから、すぐ行かないと。」と言って、配信を終了させた[42]。

- MBCのバラエティ番組『週刊アイドル』にてヘンドリーのシャワーが長い理由について尋ねられた際、当時二人で宿舎を使っていたシャオジュンが「ヘンドリーはシャワーを浴びた後、バスルームを掃除してくれるから時間がかかる」と説明した[43]。

- シャオジュンはミルクティーを注文する時に必ずヘンドリーの分も注文しており、その理由について「ヘンドリーが寂しがるから」と答えた。それに対しヘンドリーは「僕にこっそりと恋しているからでは？」と返した[44]。

- 最近の楽しみについて尋ねられたシャオジュンは「皆と過ごす毎日」と答えたが、クンが「ヘンドリーと過ごす毎日ではないか」と指摘した。その際もヘンドリーは、「シャオジュンは僕に恋してるんだ」と結論付けた[45]。

- インタビュー動画にて「1日の中で最も幸せな瞬間」について聞かれたシャオジュンは、「メンバーと過ごす時間。僕らは沢山話すことがあって、いつも笑い合えるから」と答えたが、テンに「それはシャオジュンがヘンドリーと一緒にいるのが好きな理由だ」と指摘された。その際シャオジュンは「ヘンドリーが僕を好きなんだ」と返した[46]。

- ヘンドリーの長所について尋ねられた際、シャオジュンは「すべての人が僕のアイディアについて『それは違う』と否定した時、ヘンドリーが突然来て『自分を信じろ』『ただ自分がやりたいようにやりな』と言ってくれて感動したし、自信がついた。その時は本当に泣きそうになった。」と話した[47]。

【ヤンヤン】
- 練習生時代、クリスマスに他の練習生が帰省していく中、残っていたヘンドリーとヤンヤンは漢江へ行き、1時間ブランコに乗って帰ってきたことがある[48]。

- ヤンヤンはヘンドリーについて「仕事帰りの車中で熱唱するのがうるさい[34]。」などの苦言を残しつつ、「自分だけ2000年生まれで一番年下なのに、ヘンドリーがすごく友達みたいに接してくれるから楽しく遊べる。本当にありがたい[34]。」「僕の面白い写真には全てヘンドリーが写っている[49]。」と語っている。

- バラエティ番組『週刊アイドル』での事前アンケートには「お気に入りのメンバーはヘンドリー（とても面白いから）」と答えている[43]。

- ヤンヤンはヘンドリーとシャオジュンのことを「ヒョン（韓国語で年上の男性につける敬称）」や「哥（中国語で年上の男性につける敬称）」を付けず呼び捨てにしており、敬語も使わない。
- ヘンドリーとヤンヤンは互いの誕生日にサプライズをし合い、攻防戦のようになっている。 2022年のヤンヤンの誕生日は大勢のスタッフがいる前でヘンドリーが20回以上バースデーソングを歌ったため、ヤンヤンは「恥ずかしさのあまり対人恐怖症になった」と語った[50]。   その翌年、2023年のヘンドリーの誕生日にヤンヤンもまた大勢のスタッフの前でバースデーソングを独唱し、普段人見知りなヤンヤンには相当ハードルが高かったはずであるとヘンドリーは非常に感動していた。その翌月のヤンヤンの誕生日には前日から「覚悟しておけ」とヘンドリーからヤンヤンへメッセージが届き、また社会的に脅かされるのではというヤンヤンの予想通り大勢のスタッフの前でバースデーソングをスピーカーで流され、更にAI音声によるメッセージも披露され、ヤンヤンはすごく恥ずかしかったと振り返っている[51]。

旧メンバー【ルーカス】
エピソードはすべてルーカスの活動休止前のもの
- ヘンドリーはストレス解消法について「ルーカスと火鍋を食べること」と挙げており[52]、Instagramにはルーカスとのツーショットが多く載せられていた。

- 雑誌での「ルーカスへのメッセージ」という項目にヘンドリーは「どんなにルーカスが忙しくても、僕たちがおじいさんになっても、僕はいつもあなたのそばにいます。メンバー全員に言いたい言葉だけど、特にルーカスにこの言葉を捧げます。」と回答した[53]。

#### ファンへの言葉
とあるファンから「この頃自分への自信を失い、何をしてもうまく行かない。この憂鬱さをどう克服すれば良いか」と相談を受けた際「実は、あなたは既に素晴らしい長所を持っている。なぜなら自分でこの問題に気付けたから。自分の足りない部分に気付いていることは、素晴らしい長所だ。人が自分自身の問題に気付かずに過ごしてしまうことは多々ある。しかしあなたは自ら『自分はこれらの問題を抱えている』と気付いた。それなら、以前にも自信をなくした時のことを思い出してください。 その時に発生した問題や、解決策を探したことを思い出して。 私の意見では、それは確かにあなた自身を助けるでしょう。」と答えた。

#### WayVについて
2022年には、WayVの今後について「僕は子どもの頃から色んなところで生活して来て、多くの友達が短期的な付き合いに終わった。そのため、『全ての出会いには別れがある』ことを知っている。僕たちもいつかは離れていくだろう。それぞれが違う道を歩むことになって、それがどんな道でも、たまには電話やメッセージを送ったりして、一緒にお酒を飲んで火鍋を食べようと誘えば今のように笑い合っていたい。メンバー達と過ごす時間が両親と過ごした時間より多いから、僕たちは家族だと言えるだろう。人生には困難が付き物だが、この先困難があっても、僕たちはきちんと困難を処理して原点に戻り、困難に影響されない関係であって欲しい」と語った。

#### ファッション
ファッションにこだわりが無く、同じ服やアクセサリーを大切に着用し続ける。普段身につけているネックレス（ハートフェザー型のペンダント）は2019年MAMAで来日した際、大阪のハンドメイドアクセサリーショップでテンと共に購入したものである。
また、冬に着用している薄黄色のダウンジャケットは、グループメンバーのシャオジュンから2021年に誕生日プレゼントとして貰ったものである。

### 宿舎について
練習生時代はヤンヤン、シャオジュン、ルーカス、クンらがルームメイトだった（都度入れ替わりがあり、一時的だった様子）。
デビュー後はテンがルームメイトであった。
2021年5月以降、引っ越しに伴いメンバー全員が1人部屋になった。階は2つに分かれており、犬のいる上階と、猫2匹のいる下階で別れている。上階はルーカス、ウィンウィン、犬（ベラ）の飼い主でもあるシャオジュンの3名で住んでいたが、ルーカスとウィンウィンが仕事で中国へ渡ったため部屋が空いた。ヘンドリーは猫アレルギーであったため、これを機に猫と離れ、シャオジュンと共に上階に住んでいる。
2022年のPhantom活動で中国へ渡った際は、クンとルームメイトになった。

## 参加作品

### NCT U
| 公開日 | 公開日   | タイトル       | 収録アルバム             | ミュージックビデオ |
| ------ | -------- | -------------- | ------------------------ | ------------------ |
| 2020年 | 10月12日 | Misfit         | NCT 2020 Resonance Pt. 1 | -                  |
| 2020年 | 11月23日 | Raise the Roof | NCT 2020 Resonance Pt. 2 | -                  |
| 2020年 | 11月23日 | Work It        | NCT 2020 Resonance Pt. 2 | Work It            |
| 2020年 | 11月23日 | All About You  | NCT 2020 Resonance Pt. 2 | -                  |
| 2021年 | 10月14日 | OK!            | Universe                 | -                  |
| 2021年 | 10月14日 | Birthday Party | Universe                 | -                  |
| 2021年 | 10月14日 | Vroom          | Universe                 | -                  |
| 2023年 | 8月28日  | The BAT        | Golden Age               | -                  |
| 2023年 | 8月28日  | Alley Oop      | Golden Age               | -                  |
| 2023年 | 8月28日  | PADO           | Golden Age               | -                  |

### コラボレーション
- 「ZOO」（2021年、テヨン、ジェノ、ヘンドリー、ヤンヤン、ジゼル）[18]

### フィーチャリング
- 「Utopia」（2024年、チョウミ）

## 出演

### テレビ番組
- MBC every1『大韓外国人』（2020年6月24日）[62]
- MBC every1『大韓外国人』（2021年8月18日）[63]
- MBC『우리 식구됐어요（私たち家族になりました）』（2021年12月6日 - 2022年1月24日）

### スペシャルステージ
- H.O.T.「Full of happiness」 -「SMTOWN LIVE 2025」（2025年1月、Kangta・トニー＝アン・ウォンビン・アントン・シオン・ユウシらと）[64]

## 広告
- 「Oxecure」（スキンケアブランド）- ブランドアンバサダー